# さっちゃん、僕は。
『さっちゃん、僕は。』（さっちゃん、ぼくは。）は、朝賀庵による日本の漫画。『少年ジャンプ+』（集英社）にて、2019年7月3日から2020年10月7日まで連載された。朝賀の連載デビュー作。
大学進学で上京した主人公の不純な恋愛模様を描いた作品。
2024年6月より、TBSテレビの「ドラマストリーム」枠でテレビドラマが放送された。

## あらすじ
主人公の片桐京介。彼は大学進学で北海道から上京。彼には小山内早智という交際4年目の彼女がいた。しかし、早智は北海道にいるため遠距離恋愛だった。交際して4年が経つが2人の関係性は単調なものだった。
ある日、京介はアパートの隣人・国木田紫乃と知り合う。紫乃は既婚者だったが、2人は交際を始め、不純な関係を築くことになる。

## 登場人物
片桐 京介（かたぎり きょうすけ）
主人公。大学生。

小山内 早智（おさない さち）
京介の彼女。さっちゃん。

国木田 紫乃（くにきだ しの）
アパートの隣人。既婚。京介の不倫相手。

国木田 要（くにきだ かなめ）
紫乃の夫。

須川 美鈴（すがわ みすず）
京介の友人。大学生。

## 制作背景
朝賀は担当編集者から、「浮気」「女の嫉妬」「毒親」「カルト宗教」のいずれかをテーマとして読み切りを描いてみないかと言われ、読み切り用にプロットを考案した。それが本作という連載になった。初期の段階では、さっちゃんも紫乃も朝賀の理想というイメージであった。朝賀によると、さっちゃんは「彼女としてこうなりたい、目指したい存在」、紫乃は異性目線なら「振り回されたい、一晩遊ばれたい存在」として描かれている。
京介は東京都、三重は三重県など、さっちゃんの周囲の男性は都道府県に関連した名称となっている。しかし、登場人物は全員北海道出身という設定である。

## 書誌情報
- 朝賀庵『さっちゃん、僕は。』 集英社〈ジャンプ コミックス〉、全4巻
  1. 2019年10月4日発売[1][9]、ISBN 978-4-08-882122-1
  2. 2020年3月4日発売[10]、ISBN 978-4-08-882247-1
  3. 2020年7月3日発売[11]、ISBN 978-4-08-882401-7
  4. 2020年11月4日発売[12]、ISBN 978-4-08-882520-5

## テレビドラマ
2024年6月11日から9月3日までTBSテレビの「ドラマストリーム」枠で放送された。主演は木村慧人（FANTASTICS）。

### キャスト
主要人物
- 片桐京介〈18〉（東京の大学生） - 木村慧人（FANTASTICS）[4]
- 小山内早智（京介と遠距離恋愛中の恋人・大学生） - 中山ひなの[13]
- 国木田紫乃（京介の隣人） - 石川恋[13]

京介の大学
- 須川美鈴（京介の友人） - 樋口日奈[14]
- 黒磯朝日（いつも違う女の子を連れている学生） - のせりん[14]
- 文也（京介の友人） - 平野莉玖[14]
- カン（留学生・京介の友人） - キム・ヒョンユル（Hi-Fi Un!corn）[15]

早智の大学
- 伊勢埼真（早智の友人） - 田中偉登[14]
- 山田彩花（早智の友人） - 葵うたの[14]

その他
- 国木田要（紫乃の夫） - 桜田通[13]
- パク - オム・テミン（居酒屋店員）（Hi-Fi Un!corn）[15]

#### ゲスト
第1話
- 女子大生（黒磯朝日と一緒にいる大学生） - 加藤こころ[16]、片沼日奈子[17]

### スタッフ
- 原作 - 朝賀庵『さっちゃん、僕は。』（集英社ジャンプコミックス刊）[4]
- 脚本 - 今西祐子、國吉咲貴[4]
- 音楽 - 田井モトヨシ
- 音楽プロデューサー - 溝口大悟（株式会社 日音）
- オープニングテーマ - Hi-Fi Un!corn「Left or Right」[15]
- エンディングテーマ - Hi-Fi Un!corn「PHANTOM PAIN」[15]
- 監督 - 熊坂出、富田未来、小菅規照[4]
- 配信プロデューサー - 齊藤彩奈、杉山香織[4]
- 制作プロデューサー - 箱森菜々花、熊田寧々[4]
- 協力プロデューサー - 坂井正徳（theROOM）、三木和史、小林智浩
- 企画 - 長汐祐人
- 制作協力 - the ROOM
- 制作プロダクション - AOI Pro.
- 製作 - 「さっちゃん、僕は。」製作委員会

### 放送日程
| 話数   | 放送日  | サブタイトル                           | 脚本     | 監督     |
| ------ | ------- | -------------------------------------- | -------- | -------- |
| 第1話  | 6月11日 | 知りたくない?一線の越え方              | 今西祐子 | 熊坂出   |
| 第2話  | 6月18日 | 一線を越えた相手は、夫のいる人でした。 | 今西祐子 | 熊坂出   |
| 第3話  | 6月25日 | 眠る彼女の隣の部屋で                   | 國吉咲貴 | 熊坂出   |
| 第4話  | 7月02日 | 土砂降りの説教                         | 國吉咲貴 | 熊坂出   |
| 第5話  | 7月09日 | さっちゃん、別れよう                   | 今西祐子 | 富田未来 |
| 第6話  | 7月16日 | 他の人とセックスしてもいいよ           | 今西祐子 | 富田未来 |
| 第7話  | 7月31日 | 京介の決意                             | 國吉咲貴 | 小菅規照 |
| 第8話  | 8月07日 | 慰謝料、請求しに来ました               | 國吉咲貴 | 小菅規照 |
| 第9話  | 8月13日 | 地獄のパフェタイム                     | 今西祐子 | 小菅規照 |
| 第10話 | 8月20日 | 京くん、別れよう                       | 今西祐子 | 富田未来 |
| 第11話 | 8月27日 | 失った代償                             | 今西祐子 | 熊坂出   |
| 最終話 | 9月03日 | クズの末路                             | 今西祐子 | 熊坂出   |

- 第7話・第8話は『news23』拡大放送（23:00 - 翌0:06）のため、10分繰り下げられ、翌0時6分 - 0時36分に放送された。

### 放送局
| 放送期間                | 放送時間                     | 放送局             | 対象地域   | 備考     |
| ----------------------- | ---------------------------- | ------------------ | ---------- | -------- |
| 2024年6月11日 - 9月3日  | 火曜 23:56 - 翌0:26          | TBSテレビ（TBS）   | 関東広域圏 | 制作局   |
| 2024年6月11日 - 9月3日  | 火曜 23:56 - 翌0:26          | IBC岩手放送（IBC） | 岩手県     | 同時放送 |
| 2024年6月11日 - 9月3日  | 火曜 23:56 - 翌0:26          | テレビ山梨（UTY）  | 山梨県     | 同時放送 |
| 2024年6月11日 - 9月3日  | 火曜 23:56 - 翌0:26          | 中国放送（RCC）    | 広島県     | 同時放送 |
| 2024年6月11日 - 9月3日  | 火曜 23:56 - 翌0:26          | あいテレビ（ITV）  | 愛媛県     | 同時放送 |
| 2024年6月25日 - 9月24日 | 火曜 0:49 - 1:19             | 静岡放送（SBS）    | 静岡県     |          |
| 2024年6月26日 - 9月25日 | 水曜 23:56 - 翌0:30          | 北陸放送（MRO）    | 石川県     |          |
| 2024年7月5日 -          | 土曜 1:53 - 2:23（金曜深夜） | 北海道放送（HBC）  | 北海道     |          |

### ネット配信
| 配信開始月 | 配信サイト | 配信料金     | 備考                              |
| ---------- | ---------- | ------------ | --------------------------------- |
| 2024年6月  | Netflix    | 定額制有料   | 同月4日から毎週火曜に先行配信。   |
| 2024年6月  | TBS FREE   | 広告付き無料 | 見逃し配信 （地上波放送後に配信） |
| 2024年6月  | TVer       | 広告付き無料 | 見逃し配信 （地上波放送後に配信） |

| TBSテレビ ドラマストリーム                        | TBSテレビ ドラマストリーム                    | TBSテレビ ドラマストリーム                                |
| 前番組                                            | 番組名                                        | 次番組                                                    |
| ------------------------------------------------- | --------------------------------------------- | --------------------------------------------------------- |
| からかい上手の高木さん （2024年4月2日 - 5月21日） | さっちゃん、僕は。 （2024年6月11日 - 9月3日） | 毒恋〜毒もすぎれば恋となる〜 （2024年9月17日 - 12月10日） |